# Annette Osterlind
Annette Osterlind ou Annette Sarradin, connue aussi sous le pseudonyme de Dartey, est une dessinatrice de mode, de costumes et de décors pour le théâtre. Elle a également peint des paysages et travaillé pour le cinéma.

## Biographie
Fille du peintre et graveur Allan Österlind et sœur de Anders Osterlind et de Yves Osterlind, Anna-Célina dite Annette Österlind fut dessinatrice de mode au début de sa carrière. Elle  travailla notamment pour Paul Poiret, la maison Woerth et pour les revues Le Miroir des modes, Les élégances parisiennes.
Elle se maria le 27 juin 1905, en l'église Saint-Pierre de Neuilly-sur-Seine, avec Édouard Louis Sarradin, critique d'art et futur conservateur du musée de Compiègne. Ses témoins étaient les peintres Louise Breslau et Maxime Maufra
Son séjour à l'île de Bréhat durant la première guerre mondiale fut propice à des peintures de paysages bretons.
Devenue ensuite dessinatrice de costumes, elle travailla pour le théâtre et pour le cinéma. 
Annette Osterlind-Sarradin décède le 2 avril 1954 au Chesnay.

## Galerie

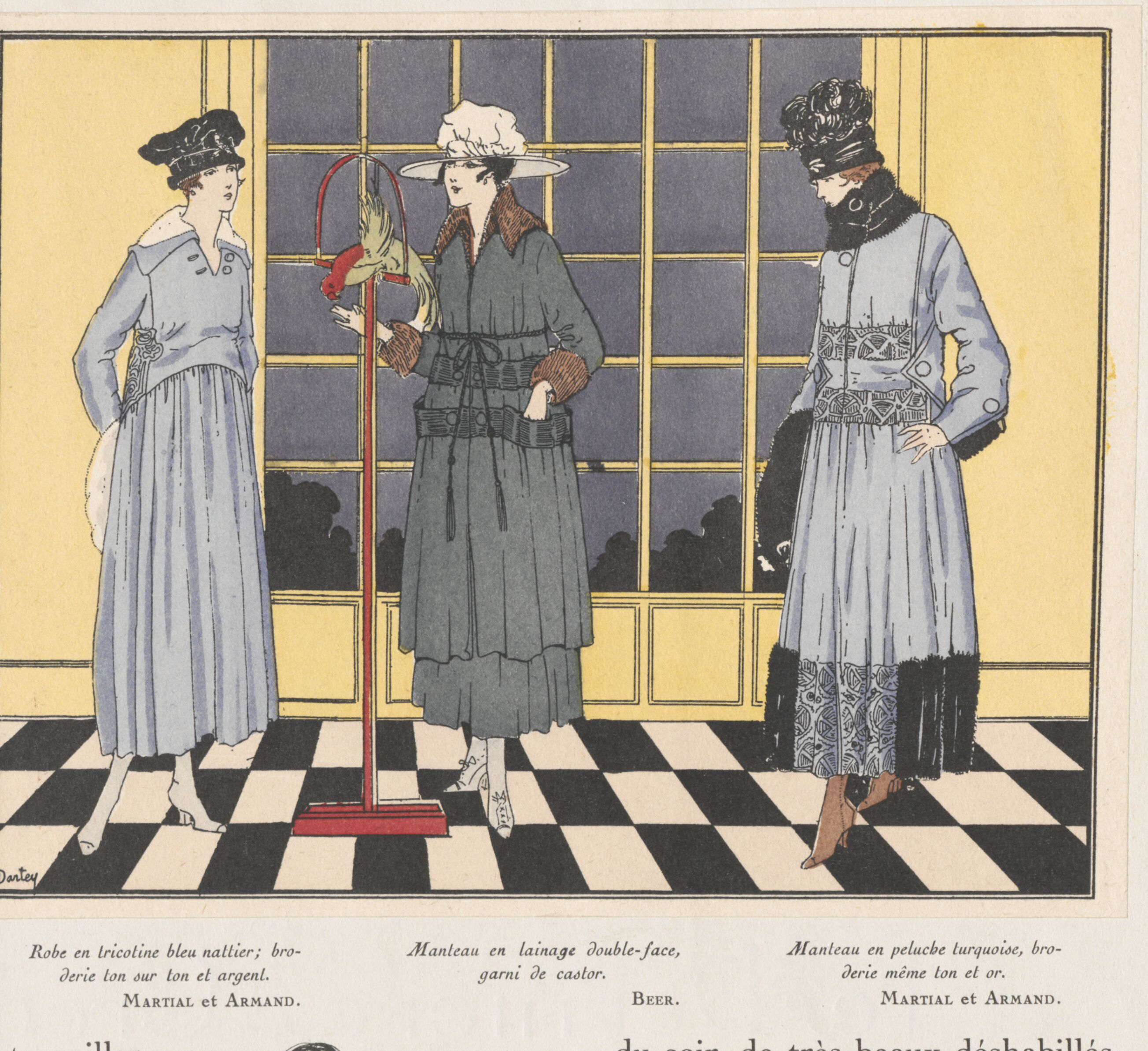
Robe en tricotine bleu nattier ; broderie ton sur ton et argent (Martial et Armand). Manteau en lainage double-face, garni de castor (Beer). Manteau en peluche turquoise, broderie même ton et or (Martial et Armand).
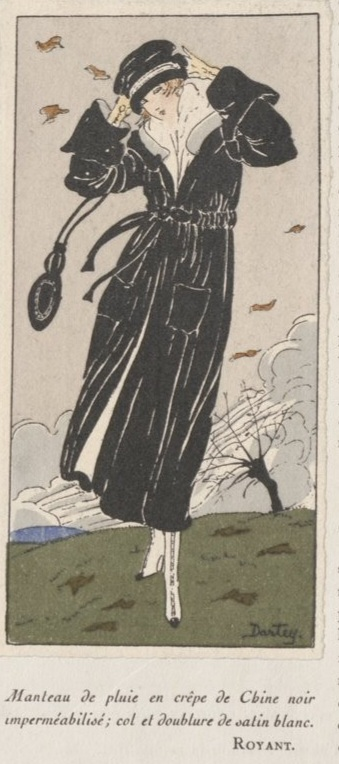
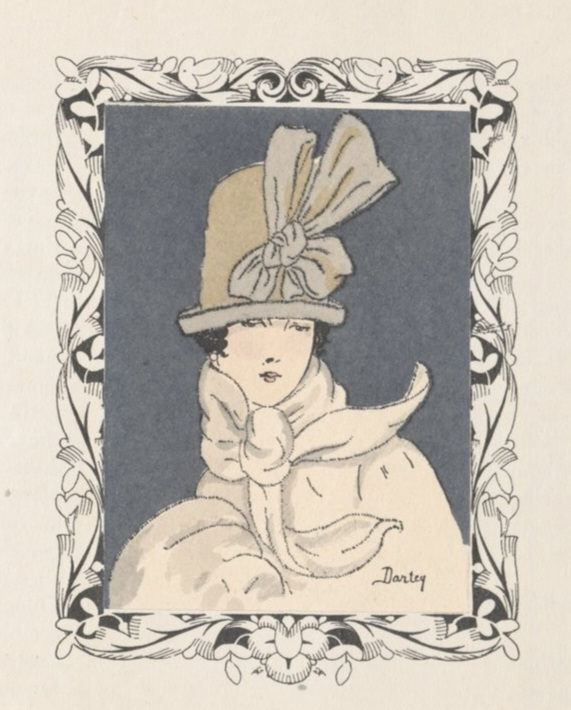
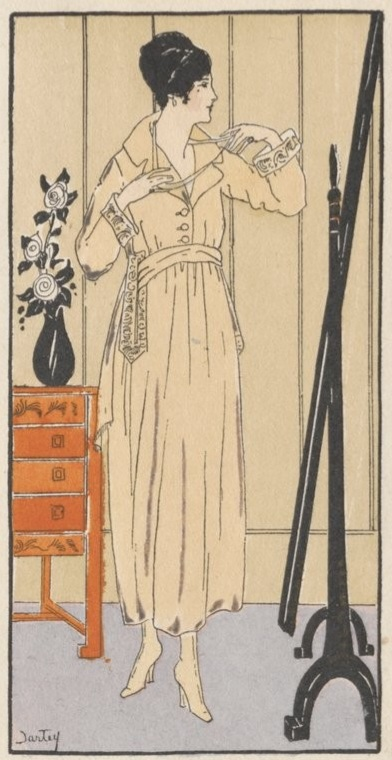
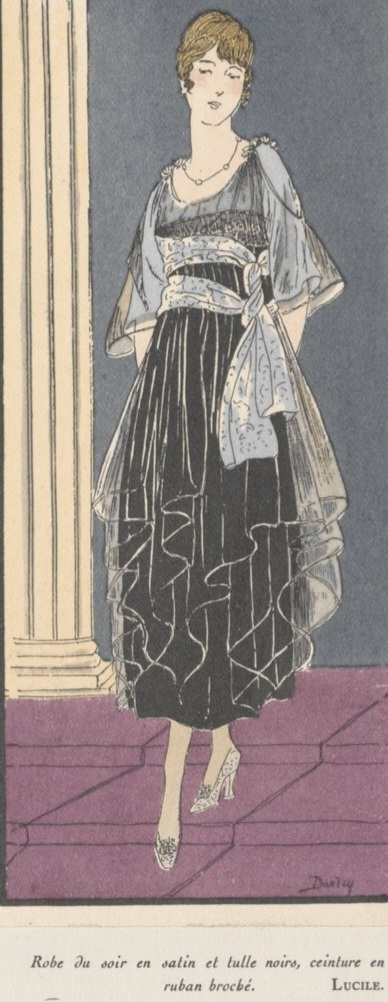

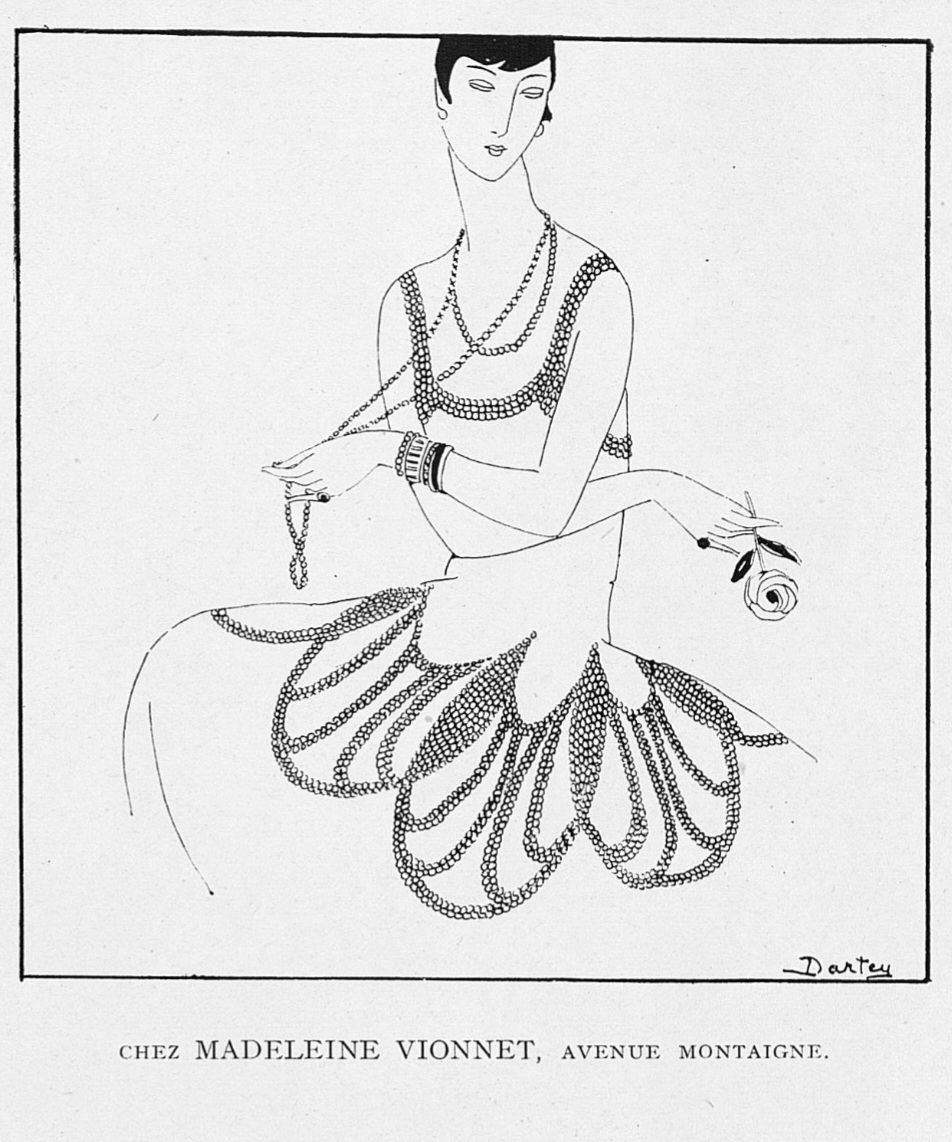
Madeleine Vionnet
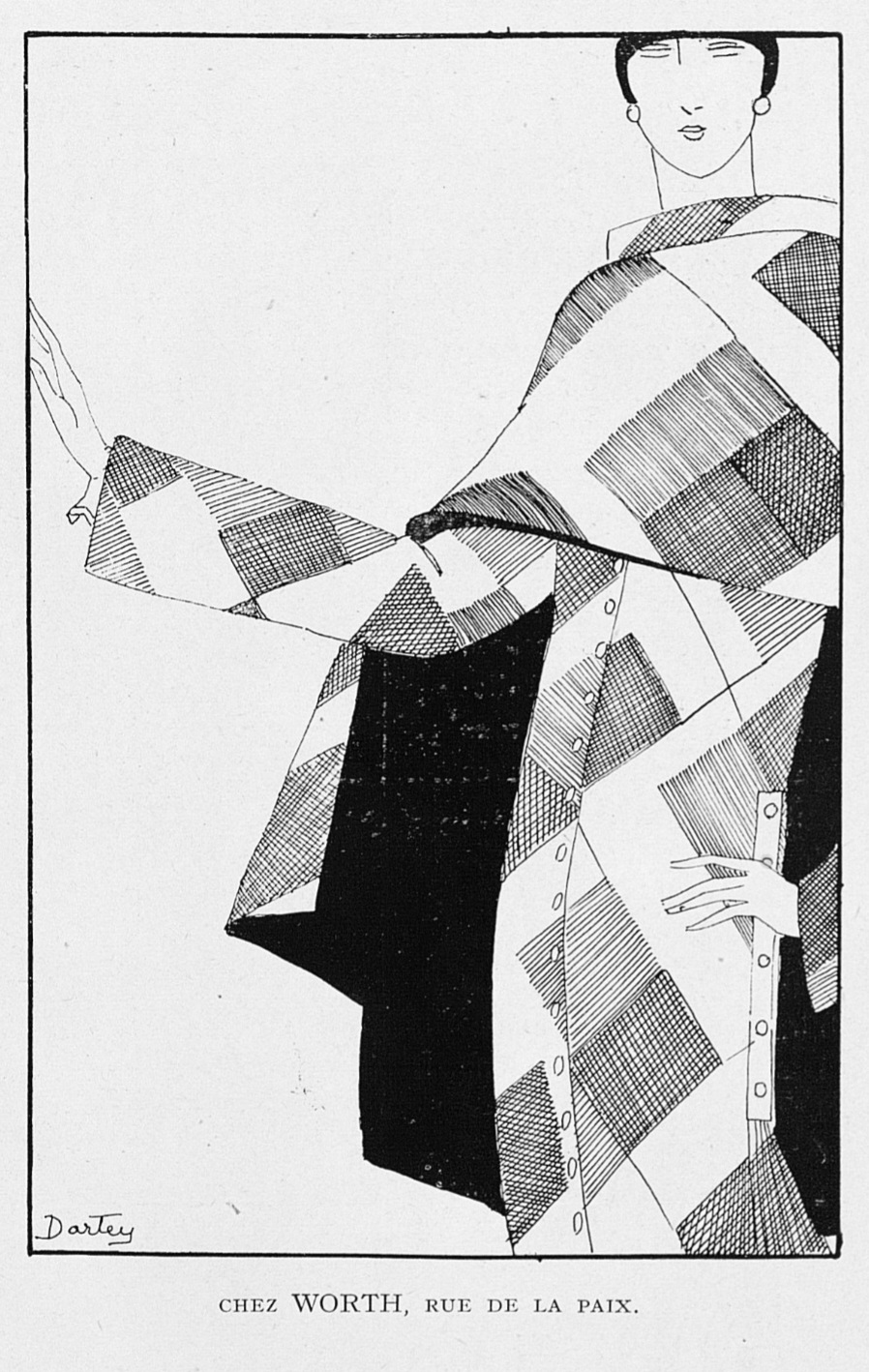
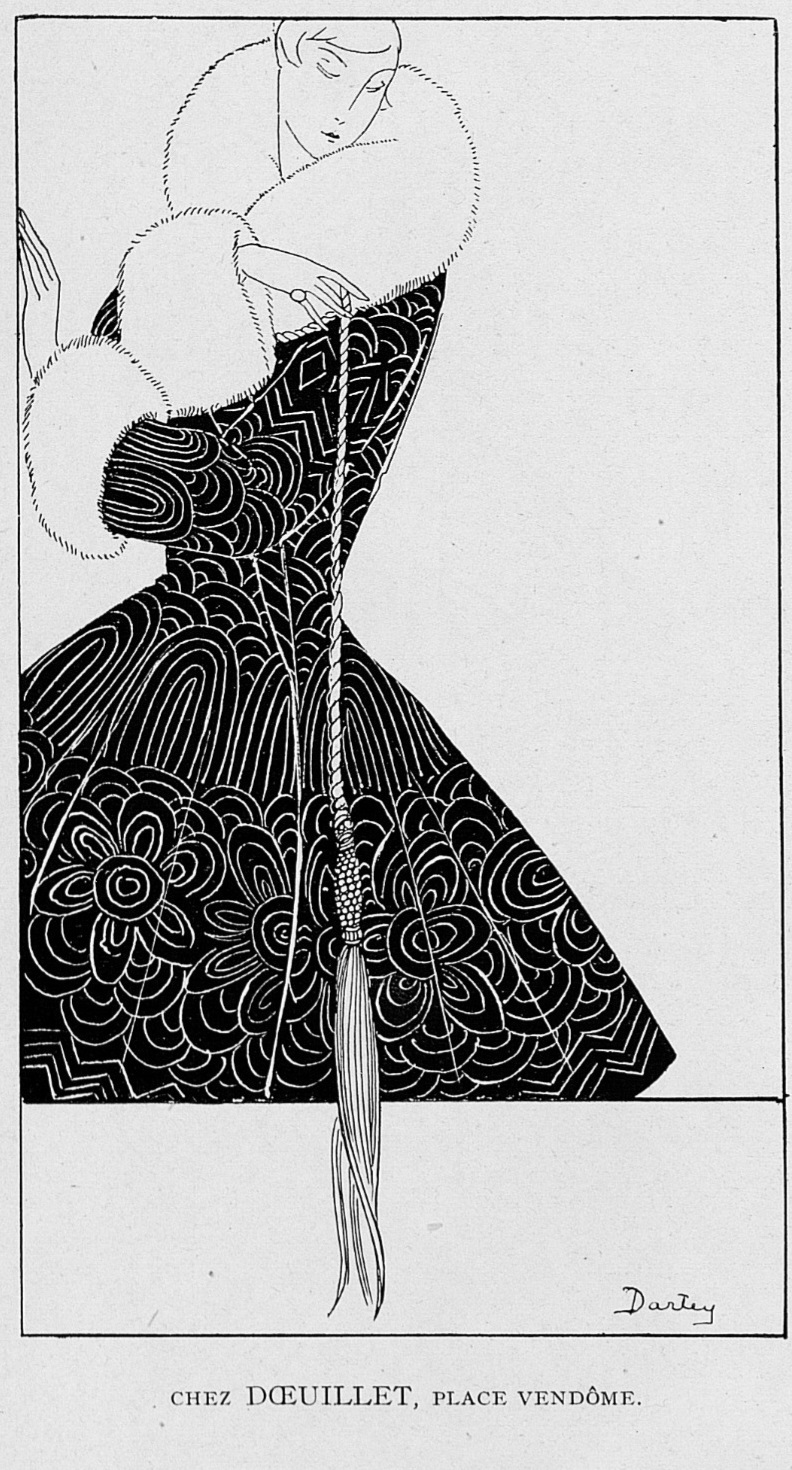
Georges Dœuillet

## Théâtre
- 1937 : Madame Capet de Marcelle Maurette, mise en scène Gaston Baty
- 1939 : Manon de Marcelle Maurette. Mise en scène de Gaston Baty[3]
- 1940 : Les Caprices de Marianne, mise en scène de Gaston Baty
- 1944 : La queue de la poêle, spectacle de marionnettes
- 1944 : La Marjolaine, mise en scène de Gaston Baty, pavillon de Marsan
- '1947 : L'Amour des trois oranges d'Alexandre Arnoux, Théâtre Montparnasse

## Cinéma
- 1931 : Mam'zelle Nitouche de Marc Allégret
- 1932 : Monsieur Albert de Karl Anton
- 1938 : Le Roman de Werther de Max Ophüls
- 1939 : Les Otages de Raymond Bernard
- 1942 : Mam'zelle Bonaparte de Maurice Tourneur
- 1944 :  Le ciel est à vous de Jean Grémillon
- 1946 : Roger la Honte de André Cayatte